# Bégot & Mazurié

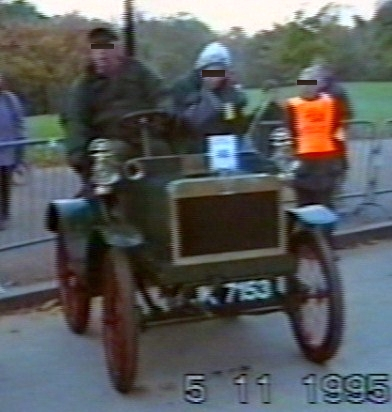
Bégot & Mazurié von 1899

Bégot & Mazurié von 1899

Bégot & Mazurié war ein französischer Hersteller von Automobilen.

## Unternehmensgeschichte
Die Ingenieure Bégot und Mazurié gründeten 1899 in Reims das Unternehmen zur Automobilproduktion. Der Markenname lautete Bégot & Mazurié. Bégot & Cail wurde 1900 das Nachfolgeunternehmen.

## Fahrzeuge
Das einzige Modell war der 4 CV. Es besaß einen Einzylindermotor mit 100 mm Bohrung und 95 mm Hub, also 746 cm³ Hubraum. Der Motor war vorne im Fahrzeug eingebaut und trieb über eine Kette die Hinterräder an.
Ein Fahrzeug dieser Marke nimmt gelegentlich am London to Brighton Veteran Car Run teil.